# Another Time Another Place
Another Time Another Place è il quinto album registrato in studio dal gruppo musicale britannico dei Matt Bianco.
Il duo Reilly-Fisher è affiancato da una schiera nutrita di altri musicisti che conferisce agli album dei Matt Bianco quello stile esotico e al tempo stesso inconfondibile.
Altri musicisti: Jacqui Hicks, Dolly James, Weston Foster, Lorraine McKenzie, Lorraine McIntosh (vocals); MC Ske (rap vocals); Tony Remy, Jim Mullen, Robert Ahwai (chitarra); Dave O'Higgins (soprano e alto saxophones); Phil Todd (alto saxophone); Dave Bishop (tenor saxophone); Derek Watkins, Guy Barker (tromba); Tony Fisher (tromba, flugelhorn); Joe De Jesus (trombone); Laurence Cottle (basso); Ian Thomas (batteria); Robin Jones (percussioni); Mae McKenna, Cecilia Noel (background vocals).

## Tracce
1. Our Love
2. World Is a Ghetto
3. You & I
4. Buddy Love
5. Can You Feel It
6. I Need You Now
7. Head Over Heels
8. Your Destiny
9. Another Time-Another Place